# Прапор і герб кантону Тургау
Прапор і герб Тургау — офіційні символи кантону Тургау, що містить двох жовтих (геральдично золотих) левів, що крокують, скошеному білому (геральдично срібному) та зеленому тлі. Леви взяті з герба ландграфства Тургау, який, у свою чергу, базується на гербі графів Кібурга.

## Герб
За Мюлеманом (1977), герб Тургау виглядає так: «Скошений срібний та зелений кольори, обтяжені двома золотими левами з червоними язикамита пенісами».
Вексилологічний опис прапора кантону Тургау: «Зелено-білий прапор з двома жовтими левами з червоними язиками та пенісами».
Прапор і герб ідентичні. Леви спрямовані до флагштока, на гербі — у напрямку геральдичної правої частини.

## Історія

### Середньовіччя

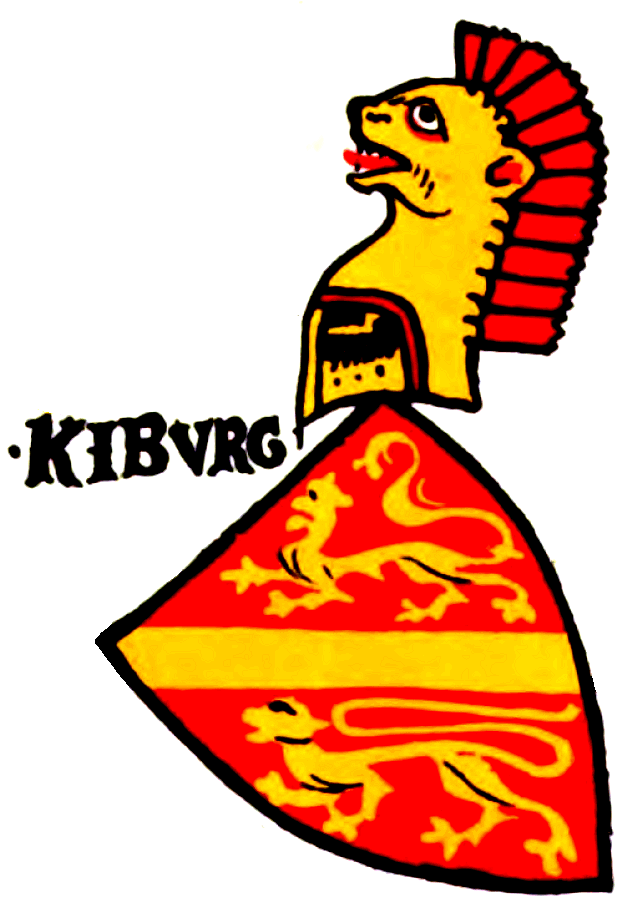
Герб Кібурга у Цюрихському гербовому списку (близько 1340 року).

Герб кантону походить від герба графства Кібург (XI століття — 1264 рік). Зображення герба на печатках XIII століття (до зникнення родини Кібургів у 1264 році) збереглися. Герб Кібургів був майже ідентичний сучасному прапору Тургау, за винятком того, що фон щита був чорним. Геральдичний опис герба був таким: «На чорному полі золота смуга, супроводжувана двома левами того ж кольору». Герб цього роду і сьогодні існує як символ села Кібург у кантоні Цюрих.
Після того, як Габсбурги захопили графство Кібург, яке залишилося без власника через вимирання династії, – останній граф Кібурга, Гартман IV, заповів володіння своєму племіннику Рудольфу I Габсбургу – у 1275 році вони надали місту Вінтертур дозвіл зберегти свій герб. Коли Габсбурги заволоділи землею, герб залишився тим самим, але чорний фон змінився на червоний, колір Габсбургів. У Цюрихському гербовому реєстрі (близько 1340 року) зображені золоті леви на червоному тлі. Це герб Ной-Кібургів (після 1273 року).
Герб герба Кібурга виглядає так: у червоному полі золотий перев'яз у супроводі двох золотих крокуючих левів.
Значення левів, ймовірно, походить від двох родин, від яких виникло графство, а саме від злиття двох рівноправних шляхетських родин лордів Вінтертура (Адельгейд, дочка Адальберта) та Діллінгена (Гартман I Діллінгенський).

### Ландграфство Тургау
У 1460 році ландграфство Тургау було завойоване сімома конфедеративними кантонами Цюріх, Люцерн, Урі, Швіц, Унтервальден, Цуг і Гларус, але до 1499 року ландграфство Тургау залишалося під владою міста Констанц. Як герб ландграфства продовжував використовуватися герб Ной-Кюбургів, зображений у Горга Едлібаха (близько 1490 року).

### Незалежний кантон 1803 року
Сучасний кантон Тургау в 1460—1798 роках був так званою спільною власністю семи (Цюрих, Люцерн, Урі, Швіц, Унтервальден, Цуг і Гларус) або восьми правлячих (з 1712 року разом з Берном) та 10 теренів, що брали участь у Малефізькому договорі (зазначені міста та місця разом з Фрайбургом і Золотурном), тобто ландграфство Тургау управлялося спільно. У 1798—1803 роках Тургау як адміністративна одиниця був кантоном Гельветичної республіки. Лише в 1803 році завдяки Наполеонівському акту про медіацію ця територія отримала суверенні права разом з іншими кантонами, такими як Санкт-Галлен і Во. Тоді зелений колір, який до цього часу був непопулярним в геральдиці, був введений як колір свободи. Білий і зелений кольори в цей час часто використовуються в гербах кантонів, в тому числі в кантонах Во і Санкт-Галлен. З історичної точки зору, найбільша схожість, безумовно, спостерігається з кантоном Во.

Однак, у текстах того часу не згадується колір левів, жовтий колір просто зберігся. Текст, перекладений Мюлеманом у його праці, такий:
«1. Кольори кантону — білий та світло-зелений.
2. Герб кантону складається з щита, розділеного на срібну та зелену частини, причому срібна частина знаходиться зверху, а зелена — знизу; на кожній з них зображений лев, що повзає. Підтримує герб жіноча фігура, яка носить вінок з дубового листя, символ патріотичної любові. Вгорі розміщено напис «Швейцарська Конфедерація», а внизу, біля підніжжя герба, — «Кантон Тургау» золотими літерами на зеленому тлі.
[...]»
Вексилолог Мюлеманн та геральдист Готьє справедливо зазначають у своїх відповідних працях, що геральдичне використання не дозволяє накладання двох металів (золото для жовтого та срібло для білого). Мюлеманн йде далі, оцінюючи, що прийнятий текст показує «що жоден член комісії не мав жодних знань з геральдики». Тому герб Тургау досі вважається курйозом. Спроба, зроблена кілька десятиліть тому, замінити герб на такий, що відповідає геральдичним правилам щодо кольорів, не мала успіху.

## Пропозиції щодо зміни прапора
864 року Адольф Готьє засудив цю геральдичну аномалію, потім це зробив австрієць Альфред Грензер у 1866 році, а потім Гауптман у 1924 році, який, у свою чергу, виступив за зеленого лева на білому полі та білого лева на зеленому полі.
4 січня 1938 року кантональний архівіст Бруно Мейєр представив новий прапор, повністю зелений, з подвійною білою смугою і двома білими левами. Геральдичний опис був таким: «Зелений прапор з подвійною срібною смугою, супроводжуваною двома левами, що повзають, з червоними язиками». Друга світова війна завадила обговоренню цього нового герба, але в 1947 році Ернст Лейсі, президент Історичного товариства кантону Тургау, знову порушив це питання. Він підхопив пропозицію Мейєра, яка була передана до парламенту в квітні 1948 року, але в травні того ж року було також висунуто старий герб Тургау під Габсбургами, який зберігав золотих левів і був переданий до парламенту 1 вересня 1948 року. Парламент відхилив цю другу пропозицію 18 грудня 1948 року.

Пропозиція (травень 1948)
Пропозиція (вересень 1948)

## Інші вексилологічні та геральдичні зображення
Прапор також випускається у вигляді орифлами, з хвостом або з плоскою основою. Прапор-орифлама кантонів, на якому у верхній частині зображено прапор кантону, а в нижній частині — кольори кантону, називається «повним» прапором.
Герб знаходиться на задніх номерних знаках транспортних засобів, зареєстрованих у кантоні Тургау.

Повний прапор Тургау
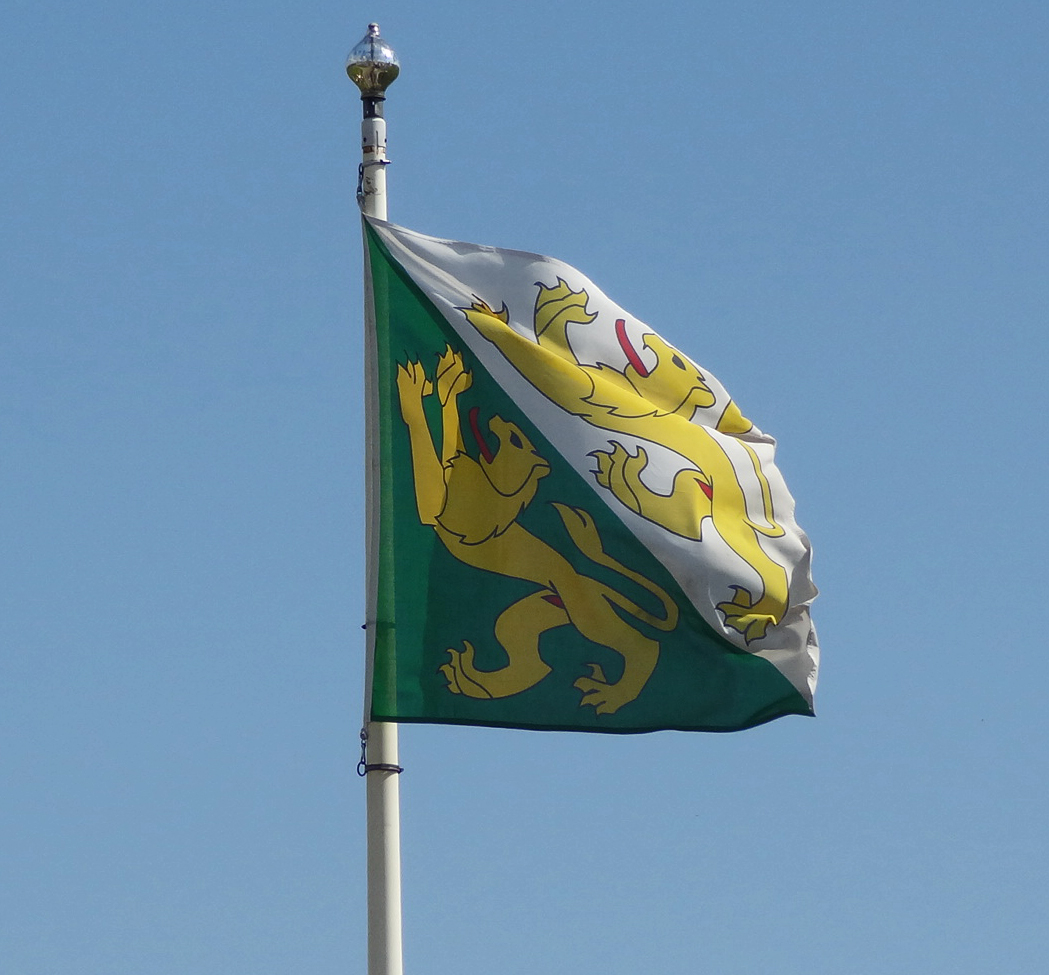
Прапор Тургау на флагштоку
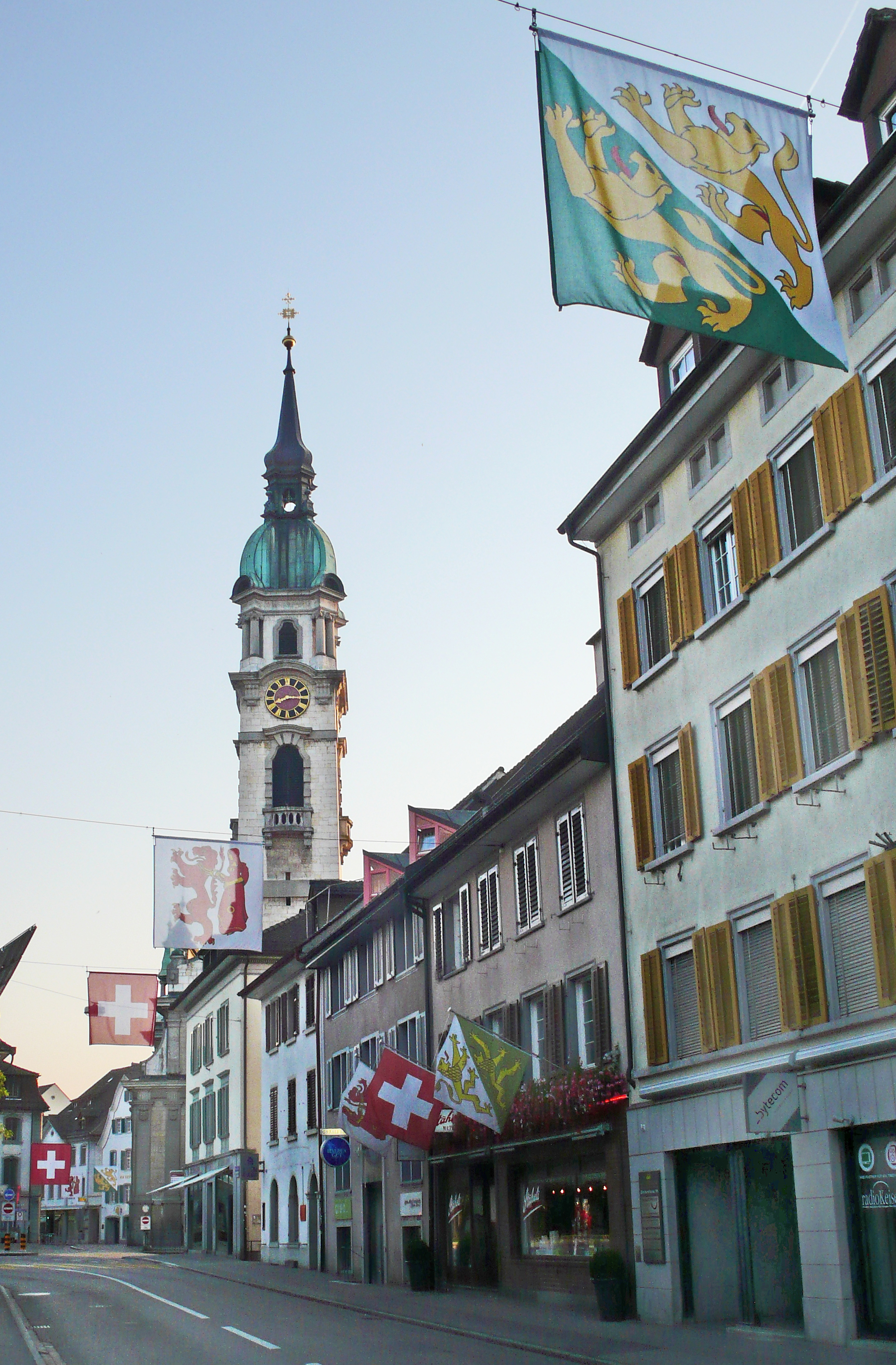
Кантональний прапор висить у Фрауенфельді
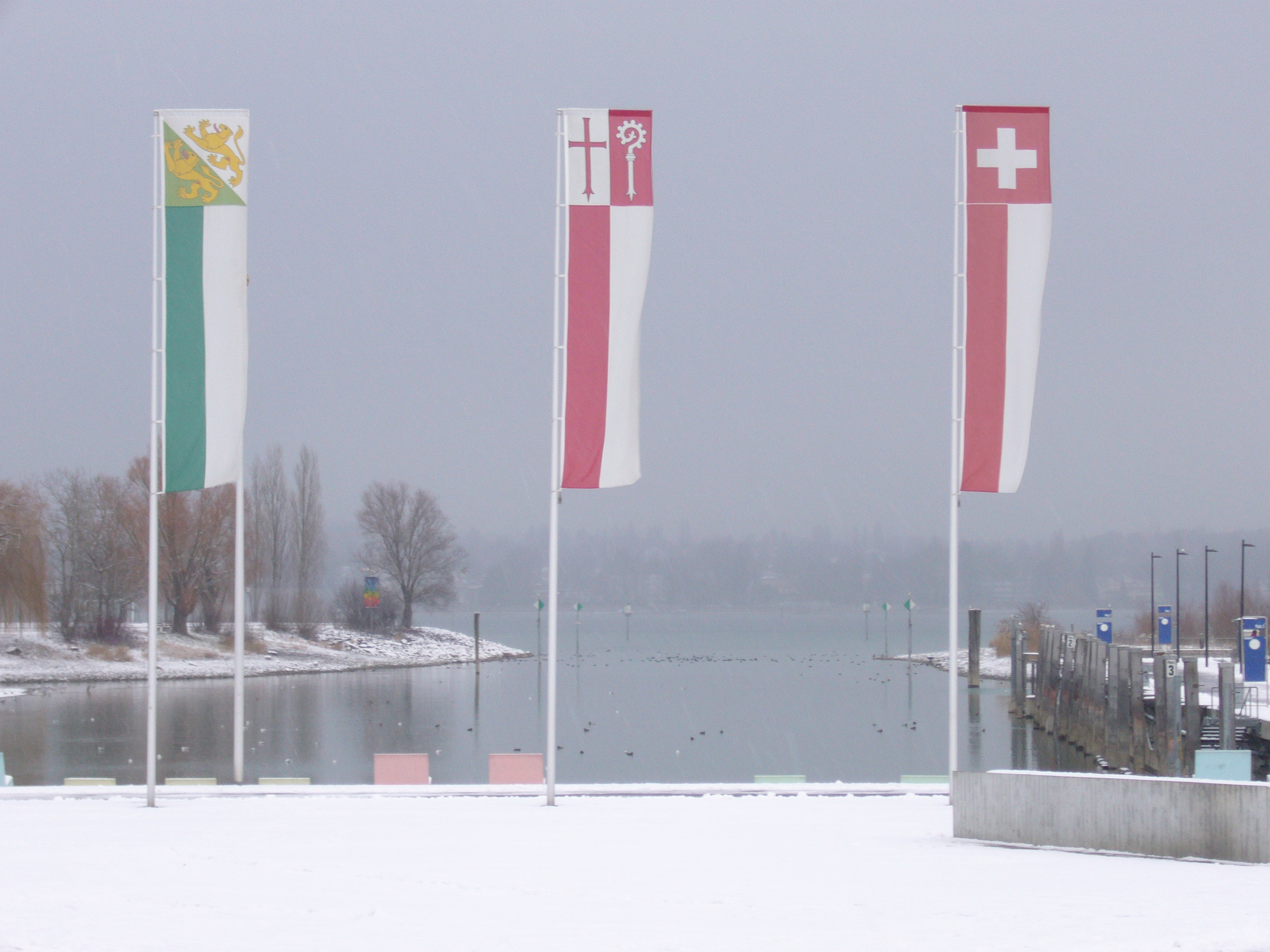
Повний прапор у Кройцлінгені
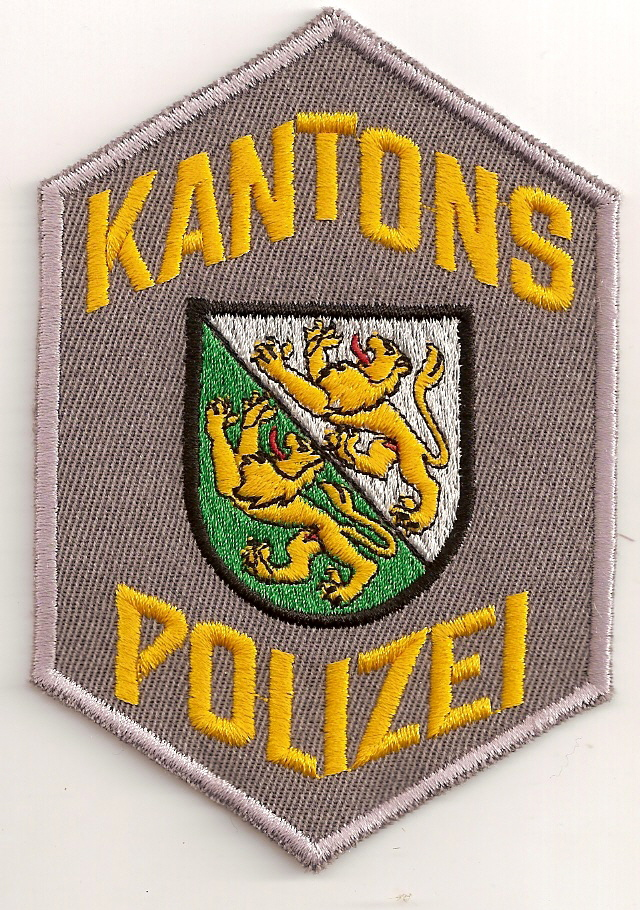
Кантональна поліція Тургау
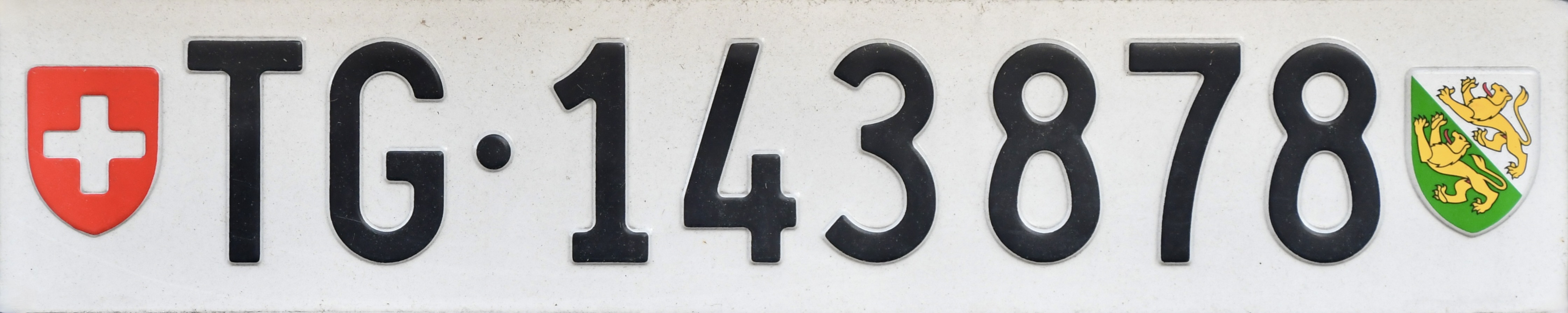
Задній номерний знак Тургау
Лого Тургау

## Схожі муніципальний прапор та муніципальний герб

### У безпосередньому зв'язку з графством Кібург
Герби та прапори, представлені тут, були свідомо запозичені з герба графства Кібург під час їхнього введення в першій половині ХХ століття, хоча всі громади, за винятком Діссенхофена, знаходяться в кантоні Цюрих.

Прапор Діссенгофена
Герб Діссенгофена
Прапор Андельфінгена (Цюрих)
Герб Андельфінгена (Цюрих)
Прапор Кайбург (Цюрих)
Герб Кібурга (Цюрих)
Прапор Вінтертура
Герб Вінтертура

Концепція гербів сіл та містечок бере свій початок у кінці XV століття, коли вперше були зображені герби окремих бальяжів або округів (здебільшого на основі гербів давно вимерлих ikz[tncmrb[ родів з відповідної місцевості). Так, у Цюрихській хроніці Герольда Едлібаха (близько 1490 р., с. 420/1) поряд з гербами міст і бальяжів також зображені герби церковних громад на березі Цюрихського озера (die zechen kilchhövinen am Zürich see). Едлібах показує герб Кібурга для графства Кібург і вже його варіацію як герб замку Андельфінген (герб Андельфінгена у Едлібаха показує нижнього лева, що крокує вниз, тоді як сучасний герб Андельфінгена додає до нижнього лева шестипроменеву зірку). У XVI столітті герби сіл все частіше з'являються на картах і в гербових щитах (Amtscheiben). На карті кантону Цюріх, складеній Йосом Мурером у 1566 році, герби Вінтертура та Андельфінгена зображені дзеркально до герба Кібурга, тобто з двома левами, що крокують праворуч (геральдично ліворуч).

### Походить від кантонального прапора та кантонального герба
Наступні прапори та герби (вибірка) походять від прапора та герба кантону Тургау і зображують червоних левів, взятих з герба ландграфства Тургау, часто на білому тлі. Цікавим є також поєднання кольорів білого та зеленого в гербі Кесвіля, оскільки до часів Гельветичної республіки зелений колір як колір герба був заборонений.
Лев є дуже популярним гербовим твариною в містах кантону Тургау, див., наприклад, герби міст Фрауенфельда, Вілена (Nfhufe) або Віголтінгена. Однак у цих випадках зв'язок з гербом Кібурга вже не можна точно довести.

Прапор Ешенца
Герб Ешенца
Прапор Кессвіля
Герб Кессвіля
Прапор Вельді
Герб Вельді